# 公路服務區

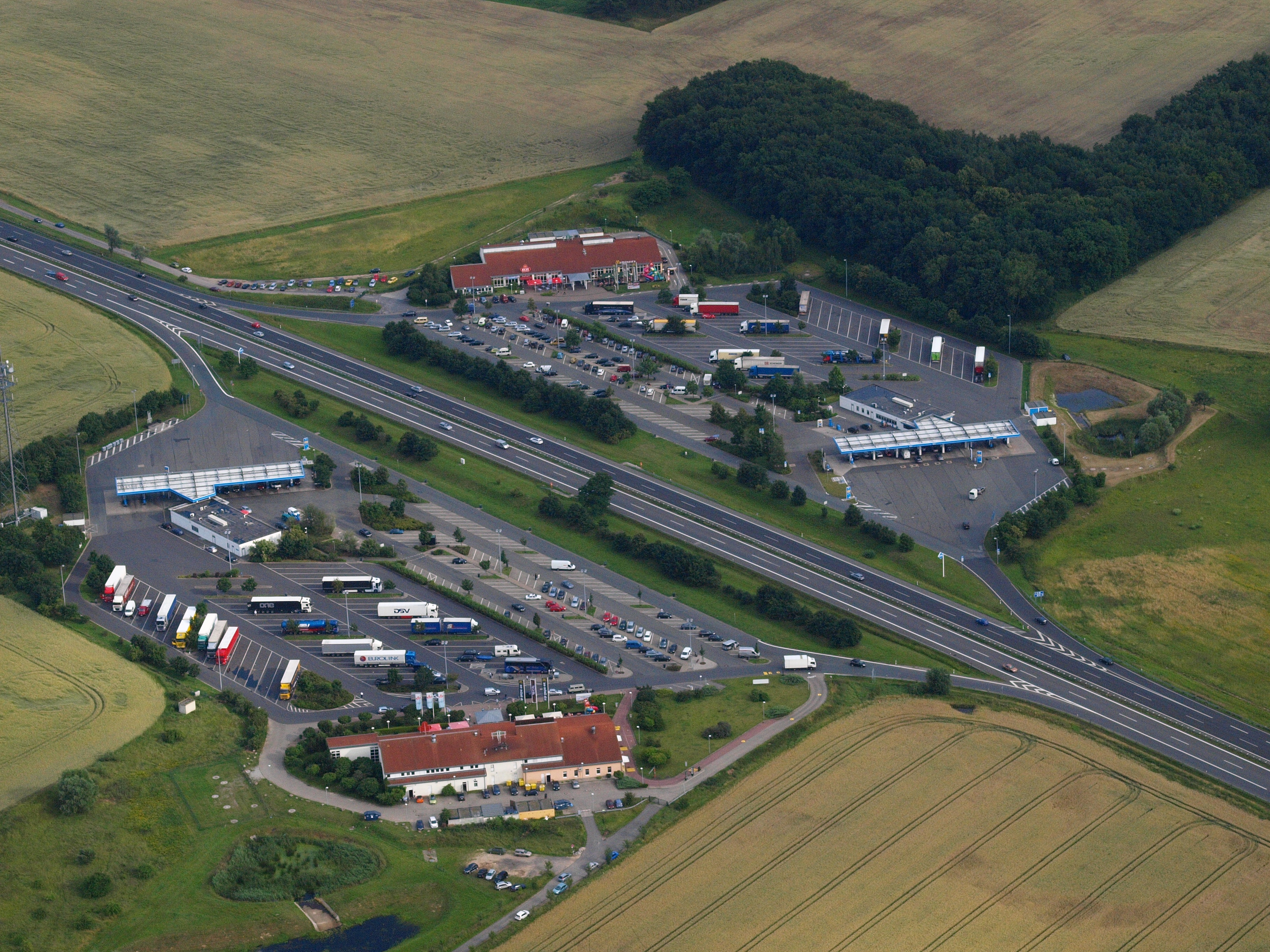
德國24號高速公路的服务区

服务区又稱服務站，是位於高速公路等幹線公路旁的公共設施，駕駛員與乘客可以在此處休息、就餐、加油而無需駛離公路。
大的服務區的設施可能包括停車場、加油站、公共廁所、餐廳、商店、車輛維修、住宿等。德国甚至在一些高速公路服务区中提供了教堂服务，以供信徒使用。
規模較小而僅提供基本的停車場、公共廁所、加油站、小吃飲料設施者，中國大陸稱爲停車區、臺灣稱爲休息站。

## 連結資料
1. ↑  高公局-服務區主題網 （页面存档备份，存于）.交通部高速公路局
2. ↑  德國公路教堂駕駛的另類「休息站」  （页面存档备份，存于）.基督教今日報
3. ↑  台61線口湖休息站 （页面存档备份，存于）.交通部公路總局